# Mataró Parc
Mataró Parc és un centre comercial ubicat a l'oest de la ciutat de Mataró. Va ser inaugurat el 12 de juny de l'any 2000, nou anys després que l'ajuntament de Mataró decidís disposar d'una gran superfície comercial. Va ser promogut per l'empresa immobiliària andalusa General de Galerías Comerciales (GGC). La construcció va implicar una inversió de 32.000 milions de pessetes, dels quals la meitat van ser finançats per la promotora i la resta, per l'hipermercat i les altres firmes que s'hi van instal·lar.
L'edifici té forma d'avió, amb dos alerons, i compta amb uns 120.000 metres quadrats, distribuïts en 4 pisos (dos de comercials i dos més d'aparcaments subterranis), amb una capacitat de 3100 places d'aparcament, 2100 de les quals són subterrànies. Es calcula que rep uns 15 milions de visitants cada any.

## Establiments
- Alcampo:[1] hipermercat amb una superfície de més de 7000 metres quadrats.
- Kinépolis:[2] complex de cinemes compost per 12 sales de projecció.[1] Des del 2001, un any després de l'obertura del centre, fins a l'any 2022, va ser gestionat per Cinesa. L'any 2009 es va implantar la tecnologia Real D en aquest cinema, conjuntament amb l'estrena de la pel·lícula Monstres contra alienígenes.
- Media Markt: botiga d'electrònica amb una superfície de 1900 metres quadrats, inaugurada l'any 2005.[3] Va substituir la desapareguda Eldo.

A més, compta amb una gran varietat de botigues de primeres marques tèxtils, com Cortefiel, Mango o Zara, i una zona de restaurants, entre els quals destaquen McDonald's o Burger King. Fins al setembre de 2015, va comptar amb New Park Bowling, una "bolera" de 18 pistes amb una sala de 2000 metres quadrats destinada a jocs recreatius, que va ser substituïda pel restaurant "Muerde la Pasta".

## Polèmiques
Prèviament a la seva obertura hi va haver una sèrie de problemes, incloent la renúncia d'un regidor d'Urbanisme, l'intent frustrat d'un promotor que va acabar perdent els terrenys, les queixes dels comerciants locals i dels grups de l'oposició, la modificació del projecte i una complicada tramitació urbanística, fet que va retardar la seva obertura.
Abans de l'obertura del centre molta gent s'hi oposava, malgrat la convivència que hi ha actualment entre el centre i el comerç de la ciutat. Un altre aspecte polèmic és el fet d'estar construït al costat d'un hospital.
Mataró Parc va ser un dels objectius del comando Barcelona d'ETA desarticulat l'agost de l'any 2001, segons consta en l'acte que dictà el jutge Baltasar Garzón. L'atemptat amb el sistema del cotxe bomba contra Mataró Parc va ser estudiat sobre el terreny pel cap del comando, Fernando García Jodrá, i per Peru Álvarez. Els intents van ser fallits i sense cap ferit.
Un dels aspectes més polèmics és l'accés, ja que els dissabtes i molts dies de la campanya de Nadal les cues a l'autopista arriben fins a Argentona. De fet, l'any 2003, l'empresa gestora va ser obligada per part de l'ajuntament a finançar íntegrament l'arranjament de la sortida 100 de l'autopista venint de Barcelona, fer que va provocar pèrdua d'aparcament a un establiment adjacent, la botiga d'esports Decathlon. I, també, a finals del 2015, es van tornar a arranjar les sortides i se'n van crear algunes de noves.